# Добрава Юрьевна
Добрава (в крещении — Елена) Юрьевна (ок. 1215—1265) — княгиня владимиро-волынская, дочь великого князя владимирского Юрия Всеволодовича и черниговской княжны Агафии Всеволодовны.
В 1226 выдана замуж за князя волынского Василько Романовича, благодаря этому — оказалась единственным выжившим после разорения татаро-монголами Владимира (1238 год) потомком Юрия Всеволодовича.
Дети:
- Владимир (ум. 1289), князь Владимиро-Волынский с 1269 года
- Юрий